# Attentati di Tiro
Gli attentati al quartier generale di Tiro furono due attentati suicidi contro l'edificio del quartier generale delle forze di difesa israeliane a Tiro, in Libano, nel 1982 e nel 1983. Le esplosioni uccisero 103 israeliani e 46-59 libanesi, ferendo 95 persone e queste furono tra le peggiori perdite di sempre per le Forze di difesa israeliane (IDF). Il secondo attacco venne attribuito a Hezbollah.

## Primo attentato
Dopo la guerra del Libano del 1982, l'esercito israeliano istituì posti di comando per dirigere le città che occupavano. L'11 novembre 1982, un'auto Peugeot carica di esplosivo colpì l'edificio di sette piani utilizzato dall'esercito israeliano come quartiere generale relativo alla città di Tiro. L'esplosione rase al suolo l'edificio uccidendo 91 persone, tra cui 34 militari della guardia di frontiera, 33 soldati dell'IDF, 9 membri dello Shin Bet e 15 detenuti libanesi. 27 israeliani e 28 arabi rimasero feriti.
Il governo israeliano disse dopo l'esplosione che questa sarebbe stata un incidente causato dall'esplosione di bombole di gas. Ciò è contrario ai tre testimoni che videro la Peugeot accelerare verso l'edificio, l'identificazione delle parti dell'auto tra le macerie dell'edificio e l'esistenza di un rapporto dello Shin Bet che mostra i preparativi di Hezbollah per l'attentato.
C'è un monumento vicino a Baalbek, in Libano, dedicato al diciassettenne Ahmad Qasir, l'attentatore suicida responsabile dell'attacco.

## Secondo attacco
Quasi un anno dopo a Tiro avvenne un attentato quasi identico. Il 4 novembre 1983, un attentatore suicida guidò un camioncino pieno di esplosivo in un edificio dello Shin Bet in una base dell'esercito israeliano a Tiro. L'esplosione uccise 28 israeliani e 32 prigionieri libanesi e ne ferì circa 40. L'attacco fu effettuato dall'organizzazione libanese sciita Hezbollah.